# Jebel Kelti
Jebel Kelti är ett berg i Marocko.   Det ligger i regionen Tanger-Tétouan-Al Hoceïma, 210 km nordost om huvudstaden Rabat. Toppen på Jebel Kelti är 1 926 meter över havet.